# Mondeville, Essonne
Mondeville là một xã trong vùng hành chính Île-de-France, thuộc tỉnh Essonne, quận Étampes, tổng La Ferté-Alais. Tọa độ địa lý của xã là 48° 29' vĩ độ bắc, 02° 24' kinh độ đông. Mondeville nằm trên độ cao trung bình là 160 mét trên mực nước biển, có điểm thấp nhất là 81 mét và điểm cao nhất là 156 mét. Xã có diện tích 6,7 km², dân số vào thời điểm 1999 là 688 người; mật độ dân số là 102 người/km².

## Thông tin nhân khẩu
| 1962 | 1968 | 1975 | 1982 | 1990 | 1999 |
| ---- | ---- | ---- | ---- | ---- | ---- |
| 309  | 322  | 368  | 443  | 581  | 688  |